# Sichuan Guancheng Football Club
Maillots
Le Sichuan Guancheng Football Club (en chinois : 四川冠城足球俱乐部), plus couramment abrégé en Sichuan Guancheng, est un ancien club chinois de football fondé en 1993 et disparu en 2006, et basé dans la ville de Chengdu, dans le Sichuan.

## Histoire

### Historiques des noms du club
- 1994-2000: Sichuan Quanxing (四川全兴)
- 2001: Sichuan Shangwutong (四川商務通)
- 2002: Sichuan Dahe (四川大河)
- 2003-2005: Sichuan Guancheng (四川冠城)

### Histoire du club
Créé sous le nom de Sichuan Quanxing (四川全兴) le 8 novembre 1993, le club est le porte-drapeau de l'Ouest de la Chine jusqu'à l'émergence de Vanguard Huandao (aujourd'hui connu sous le nom de Chongqing Lifan). En 2002, Sichuan Quangxing est vendu au groupe Dahe et est par conséquent renommé Sichuan Dahe. Cependant, la compagnie Dahe semble agir sous l'influence du club de Dalian Shide. Les accusations de pratiques antisportives entraînent la vente du club au groupe Guancheng, sans que les soupçons d'influence de Dalian Shide ne cessent. Après enquête de la fédération chinoise, le club est sommé de couper tout lien avec Dalian Shide. 
Le club est finalement dissous le 27 janvier 2006, après douze saisons consécutives en première division, dont deux terminées sur le podium, en 1999 et 2000.

## Palmarès
| Compétitions nationales                |
| -------------------------------------- |
| - Coupe de Chine : - Finaliste : 2004. |

## Personnalités du club

### Entraîneurs du club
| - Miloš Hrstić (1998) - Chi Shangbin (1998) - Edson Tavares (1999) - Miloš Hrstić (2000) |  | - Bob Houghton (2001) - Ilija Petković (2002) - Xu Hong (2003 - 2004) - Gao Huichen (2004 - 2005) |

### Joueurs notables du club
| - Ma Mingyu - Cheng Yuelei - Tan Wangsong - Zhao Xuri |  | - Feng Xiaoting - Daniel Nannskog - Fuad Amin - Miroslav Bičanić |